# Monster Hunter: World
Monster Hunter: World ist ein von Capcom entwickeltes und veröffentlichtes Action-Rollenspiel. Es ist der fünfte Teil der Hauptreihe von Monster Hunter und erschien im Jahr 2018.

## Gameplay
Im Spiel übernimmt der Spieler die Rolle eines Jägers, der die Aufgabe hat, Monster zu jagen und entweder zu töten oder zu fangen, die sich in einem von mehreren Umwelträumen aufhalten. Bei Erfolg wird der Spieler durch Beute belohnt, die unter anderem aus Teilen des Monsters und anderen Elementen besteht, mit denen Waffen und Rüstungen hergestellt werden. In der Kernschleife des Spiels stellt der Spieler geeignete Ausrüstung her, um schwierigere Monster jagen zu können, die wiederum Teile liefern, die zu einer stärkeren Ausrüstung führen. Spieler können alleine oder in einer Gruppe von bis zu vier Spielern über den Online-Multiplayer des Spiels jagen.

## Veröffentlichung
Das Spiel wurde im Januar 2018 weltweit für PlayStation 4 und Xbox One veröffentlicht. Im August 2018 folgte eine Microsoft-Windows-Version. Monster Hunter: World wurde auf der E3 2017 angekündigt und übernimmt die Standardformeln der Serie aus den Wurzeln seiner älteren Heimkonsolenversion und den jüngsten Handheld-Spielen, um die höhere Verarbeitungsleistung moderner Konsolen und Computer zu nutzen. In Monster Hunter: World vorgenommene Änderungen umfassen das Erstellen von vollständig miteinander verbundenen Umgebungsräumen und das Entfernen der „Zonen“, die für PlayStation 2 und Handheld-Spiele erforderlich waren, fortgeschrittenere künstliche Intelligenz und Physik von Monstern, eine beständigere kooperative Mehrspieler-Erfahrung und eine Verfeinerung der Tutorials und der Benutzeroberfläche des Spiels, um neue Spieler in die Serie aufzunehmen. Diese Änderungen veranlassten Capcom, die gleichzeitige Veröffentlichung des Spiels weltweit zu planen, da Monster Hunter als Serie im Allgemeinen außerhalb Japans gescheitert ist, was teilweise auf unterschiedliche Veröffentlichungspläne zurückzuführen ist. Capcom entschied sich aus ähnlichen Gründen auch für die Unterstützung des Online-Spiels zwischen diesen verschiedenen geografischen Regionen. Die Verzögerung für die Windows-Version wurde Capcom zugeschrieben, der sicherstellen wollte, dass sein erster Einstieg in den Windows-Markt für Spieler auf Computern optimiert wurde. Bis April 2020 wurden Aktualisierungen des Spiels auf allen Plattformen synchronisiert.

## Kritik
Monster Hunter: World wurde bei der Veröffentlichung von der Kritik hoch gelobt. Kritiker lobten, wie Capcom das Spiel neuen Spielern und westlichen Märkten zugänglicher machen konnte, ohne die Kernelemente des Spiels und die erfreulichen Schwierigkeiten zu beeinträchtigen und die Vorteile des Spiels voll auszunutzen. Die Rechenkapazität moderner Konsolen wird zur Schaffung lebendiger Ökosysteme genutzt, einige nennen sie sogar das Beste im Franchise. Monster Hunter: World ist das meistverkaufte Spiel in der Geschichte von Capcom. Bis Dezember 2020 wurden über 16,8 Millionen Exemplare ausgeliefert. Ein Erweiterungspaket mit dem Untertitel Iceborne wurde im September 2019 für Heimkonsolen und im Januar 2020 für Windows veröffentlicht und erreichte über 7,2 Millionen Umsatz bis Dezember 2020.